# Tenguella
Tenguella (también llamado Denguella o Temelá) fue un líder militar y gobernante de África Occidental, fundador del Imperio del Gran Fulo en 1490. Fue responsable, junto con su hijo Koli Tenguella, de la migración fula a Gambia. Recibió el nombre de «Gran Fulo» o «Gran Rey de los Fulos» en los documentos portugueses de la época.

## Contexto
Los fulani son un pueblo nómada de África Occidental. En el siglo XIII, comenzaron a trasladarse hacia el sur dentro del Imperio de Malí. Generalmente, se sometían a las leyes de los granjeros asentados en la región en la que se encontraban, evitando grandes confrontaciones. A finales del siglo XV, tenían una fuerte presencia en Futa Toro, Macina, Futa Yallon y Bundu.

## Reinado
Tenguella se convirtió en jefe de los fulani en 1464. Alrededor de 1480, entró en conflicto con el Imperio de Malí. La lucha contra Malí escaló rápidamente y Tenguella levantó un ejército que contaba con una caballería fuerte y efectiva. En respuesta, en 1490 el mansa Mahmud II solicitó una alianza y armas de fuego a Portugal para combatir a los fulani, aunque sin éxito. En esta época Tenguella comenzó a ser conocido como Gran Fulo. Consolidó su poder construyendo una gran fortaleza en Futa Yallon. Tras dejar a su hijo a cargo de ella, lideró sus fuerzas a combatir contra el Imperio songhai, que había estado intentando tomar el control de las minas de oro de Bambuque, fuente de buena parte de la riqueza de Malí. Los fulani y los songhai se enfrentaron en Diarra en 1512. Tenguella fue derrotado y murió a manos de Amar Kondjago, hermano de Askia Mohamed I.

## Sucesión
Tras su muerte, Tenguella fue sucedido por su hijo Koli Tenguella, que fundó la dinastía Denianke.